# Silly-Go-Round
「Silly-Go-Round」（シリー・ゴー・ラウンド）は、FictionJunction YUUKAの5枚目のシングルである。

## 収録曲
1. Silly-Go-Round 
  - テレビ東京系アニメ『.hack//Roots』オープニングテーマ
2. angel gate
  - ミュージカル『ANGEL GATE 〜春の予感〜』テーマソング
3. Silly-Go-Round（without vocal）
4. angel gate（without vocal）

## 参加ミュージシャン
Silly-Go-Round
- 是永巧一（Guitars）
- 高橋“Jr.”知治（Bass）
- 佐藤強一（Drums）
- 篠崎正嗣（二胡）
- 貝田由里子（Chorus）

angel gate
- 西川進（Guitars）
- 高橋“Jr.”知治（Bass）
- 野崎真助（Drums）
- 松田直人（Piano）
- 仁科かおり（Chorus）

## 他のアーティストによるカバー
Silly-Go-Round
- 石田燿子 - 『Hyper Yocomix 3』（2008年6月25日発売）に収録。
- 南條愛乃 - 『THE MEMORIES APARTMENT -Anime-』（2018年7月18日発売）に収録[1]。